# Lei è (album)
Lei è è il secondo album italiano di Paolo Meneguzzi, pubblicato il 26 settembre 2003 dalla BMG Ricordi.
L'album è stato ristampato nel 2004 con l'aggiunta di nuovi inediti, quali Guardami negli occhi (prego) e Baciami, una nuova versione di Una regola d'amore e il remix di Lei è.
Dall'album sono stati estratti sei singoli di successo: In nome dell'amore, Verofalso, Lei è, Guardami negli occhi (prego), Baciami e Una regola d'amore.
A proposito dell'album Meneguzzi ha detto: «Tanta passione e tanto amore, Lei è potrebbe essere una ragazza o la musica o la mamma, è un album che mi ha dato tanto e che ho fatto con tutto il mio cuore, sicuramente Lei è è il disco più importante della mia vita.»
L'album ha ricevuto il doppio disco di platino per le oltre 250 000 copie vendute.

## Tracce
Edizione del 2003
1. Verofalso – 3:14
2. Ti amo perché – 3:03
3. Lei è – 3:18
4. Sono i sentimenti – 3:24
5. In nome dell'amore – 3:28
6. 6 (sei) – 3:11
7. Le cose che ami – 3:29
8. Diversa dalle altre – 3:31
9. + importante – 3:29
10. Amami – 3:51
11. Volami nell'anima – 3:25
12. Una regola d'amore – 3:13
13. Verofalso Remix – 3:27

Riedizione del 2004
1. Guardami negli occhi (prego) – 3:20
2. Verofalso – 3:27
3. Ti amo perché – 3:03
4. Lei è – 3:20
5. Sono i sentimenti – 3:24
6. In nome dell'amore – 3:29
7. 6 (sei) – 3:13
8. Le cose che ami – 3:29
9. Diversa dalle altre – 3:32
10. + importante – 3:23
11. Amami – 3:53
12. Volami nell'anima – 3:27
13. Una regola d'amore (New Version) – 3:28
14. Baciami – 3:10
15. Verofalso Remix – 3:27
16. Lei è Remix – 5:40

## Formazione
- Paolo Meneguzzi – voce, cori
- Massimo Varini – chitarra
- Luca Mattioni – programmazione
- Phil Palmer – chitarra
- Giorgio Secco – chitarra
- Stefano Tedeschi – chitarra
- Max Visconti- Tastiere e Synths
- Gavyn Wright – violino
- Barbara Evans, Giulia St. Louis – cori

## Classifiche
| Classifica (2003) | Posizione massima |
| ----------------- | ----------------- |
| Francia           | 151               |
| Italia            | 15                |